# Eclipse lunar de septiembre de 2024
| Eclipse parcial de luna 17 de septiembre de 2024                           | Eclipse parcial de luna 17 de septiembre de 2024 |
| -------------------------------------------------------------------------- | ------------------------------------------------ |
| Previo                                                                     | Eclipse \| Eclipse total \| Saros                |
| Posterior                                                                  | Eclipse \| Eclipse total \| Saros                |
| Eclipse lunar en Mineápolis, Minnesota, 2:44 UTC.                          |                                                  |
| La Luna pasando de derecha a izquierda a través de la sombra de la Tierra. |                                                  |
| Gamma                                                                      | −0.97920                                         |
| Magnitud                                                                   | 0.08491                                          |
| Saros                                                                      | 118 (52 de 73)                                   |
| Duración (h:min:s)                                                         |                                                  |
| Penumbra                                                                   | 04:06:22                                         |
| Parcial                                                                    | 01:02:49                                         |
| Contactos                                                                  |                                                  |
| P1                                                                         | 00:41:08 UTC                                     |
| U1                                                                         | 02:12:51 UTC                                     |
| Máximo                                                                     | 02:44:14 UTC                                     |
| U4                                                                         | 03:15:40 UTC                                     |
| P4                                                                         | 04:47:25 UTC                                     |

Un eclipse lunar parcial  aconteció el 17 y 18 de septiembre de 2024. Fue el segundo de los dos eclipses lunares de 2024 y el último eclipse lunar parcial del ciclo saros 118. Este eclipse tuvo lugar nueve horas antes del perigeo, lo que significa que la luna era una superluna con una distancia de 357 486 km y un diámetro angular de 33,4''.

## Visibilidad

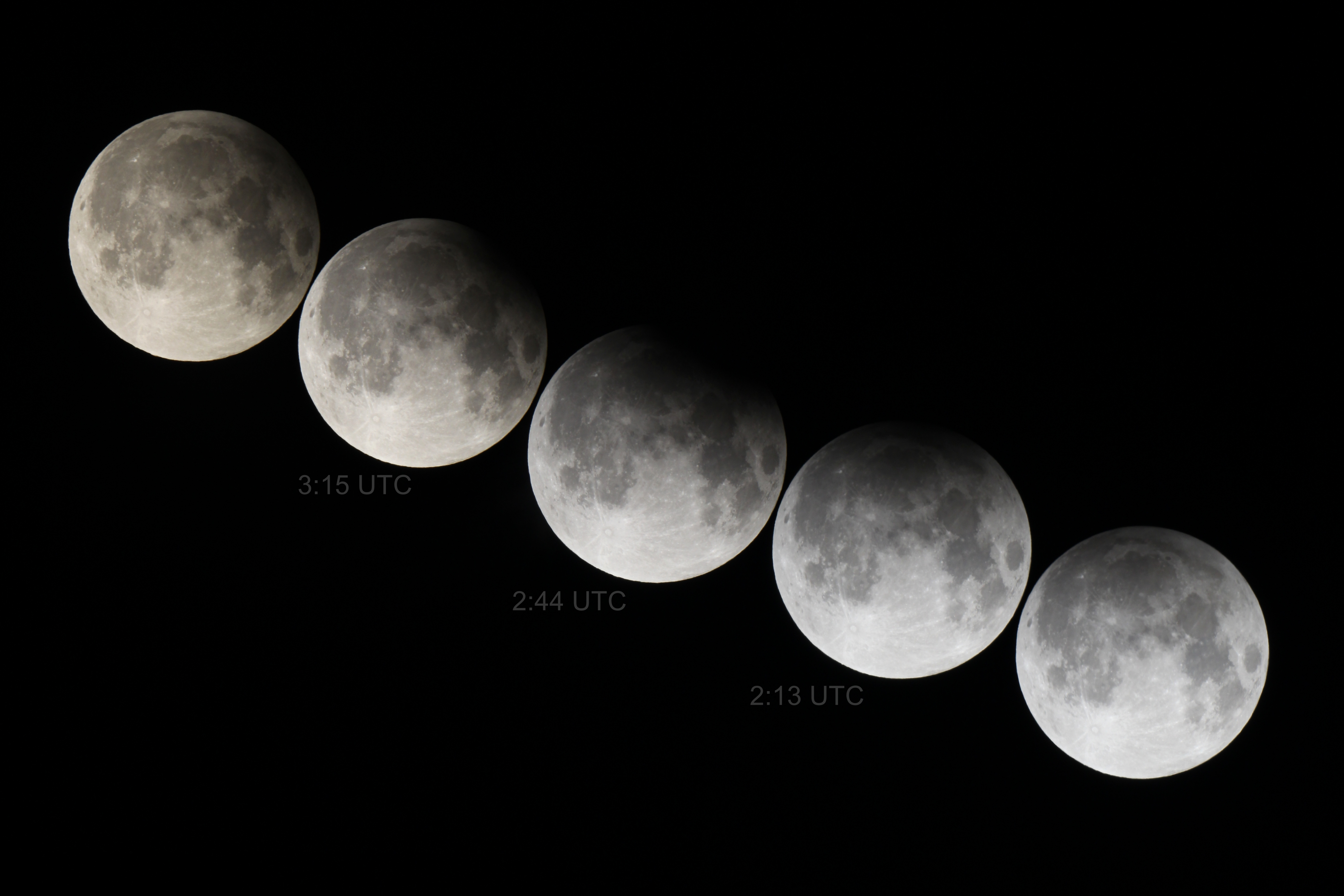
Fotomontaje del eclipse lunar ocurrido en la madrugada del 18 de septiembre de 2024 observado desde Oria, Italia.

Fue completamente visible sobre las partes occidentales de África y Europa, América del Sur y Centroamérica, el sur y el este de América del Norte, se fue elevando sobre el resto de América del Norte y poniendo sobre el resto de África y Europa.

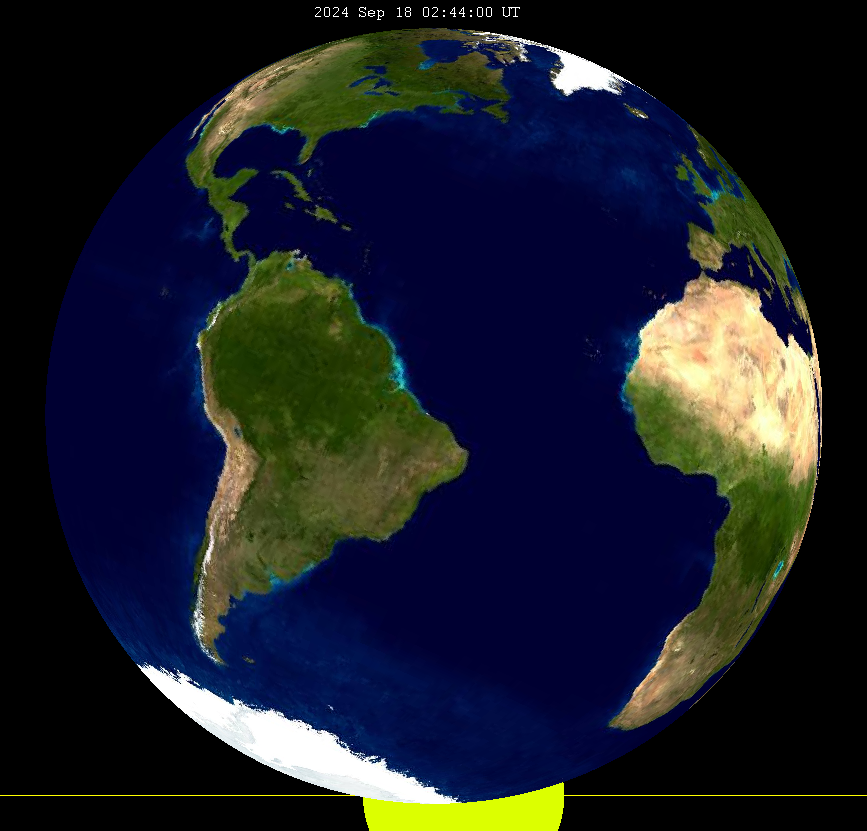
Simulación de la Tierra desde la Luna.
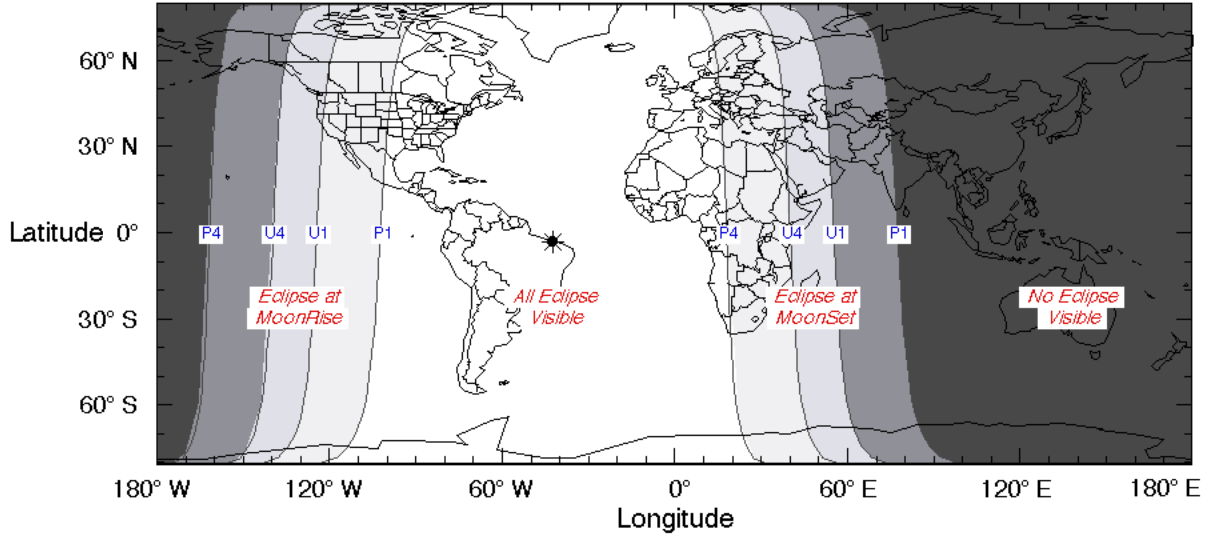
Mapa de visibilidad

## Observaciones

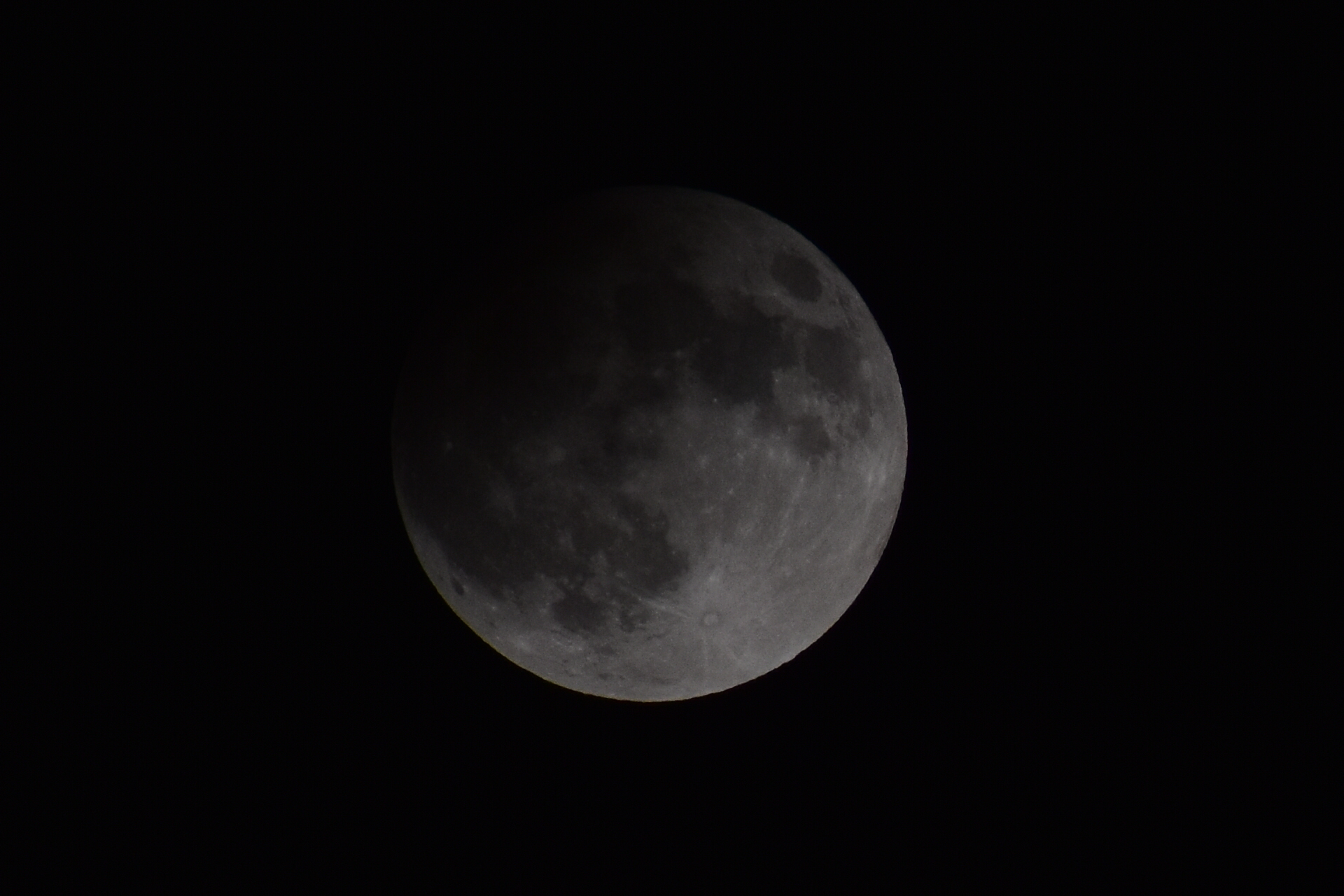
Lakeland, Florida, EE.UU., 2:11 UTC
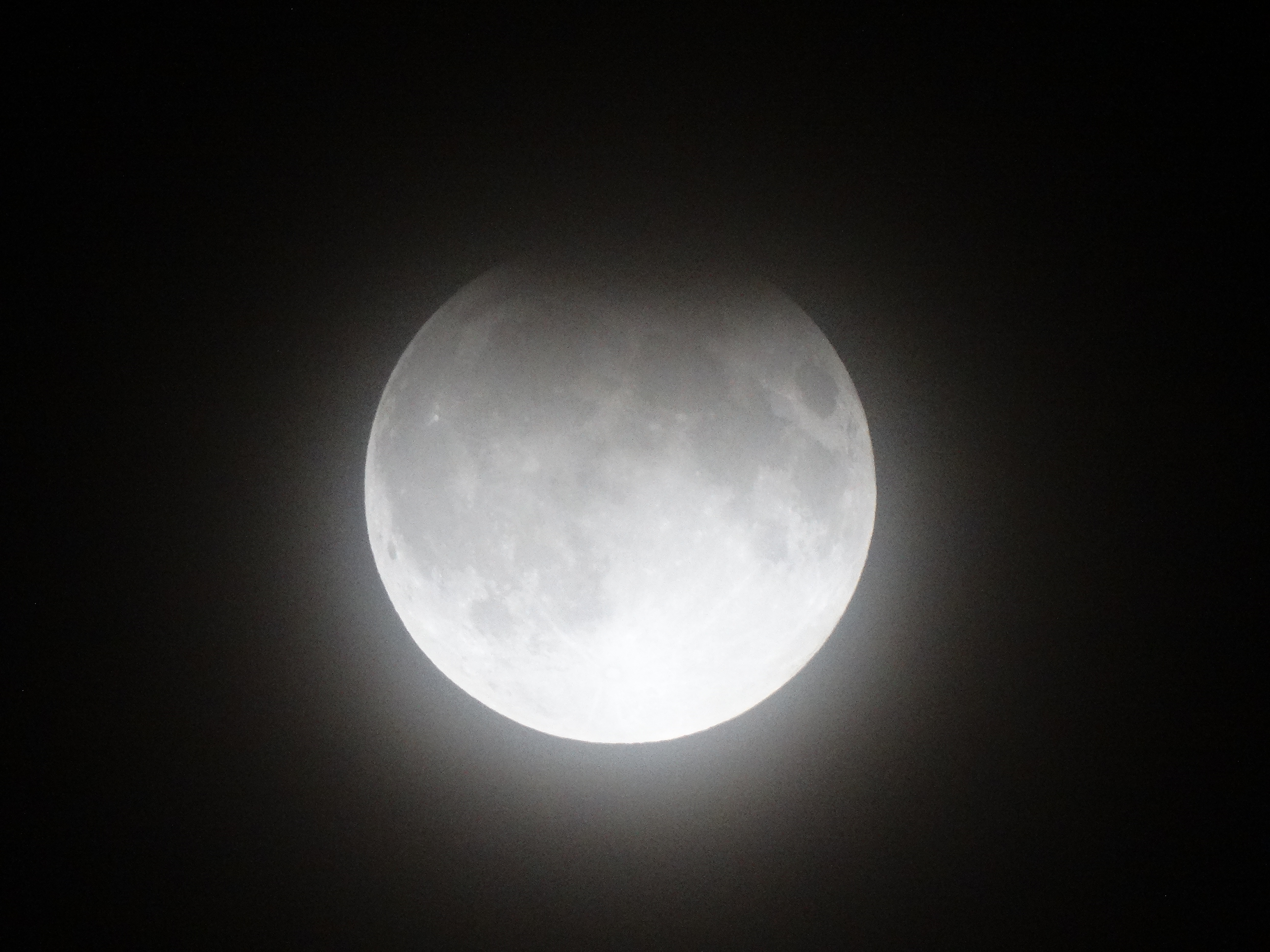
Cleveland, Ohio, EE.UU., 2:16 UTC
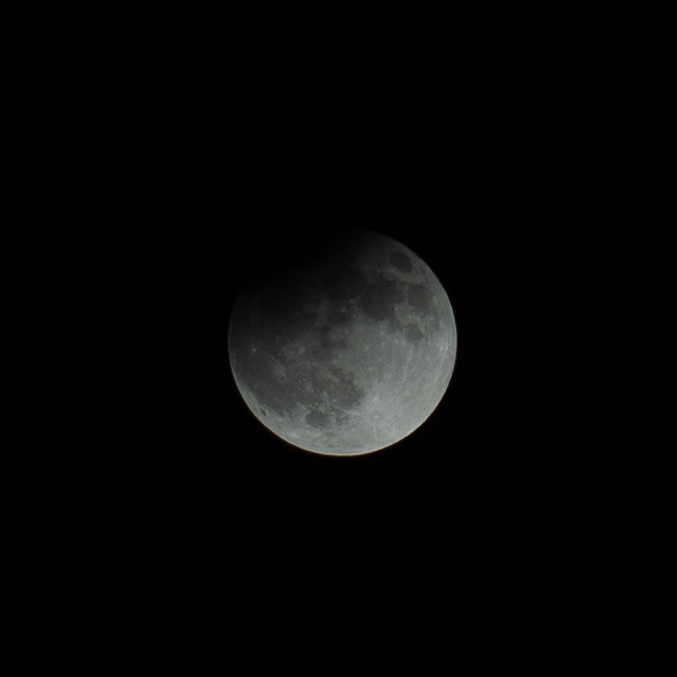
Dallas, Texas, EE.UU., 2:44 UTC
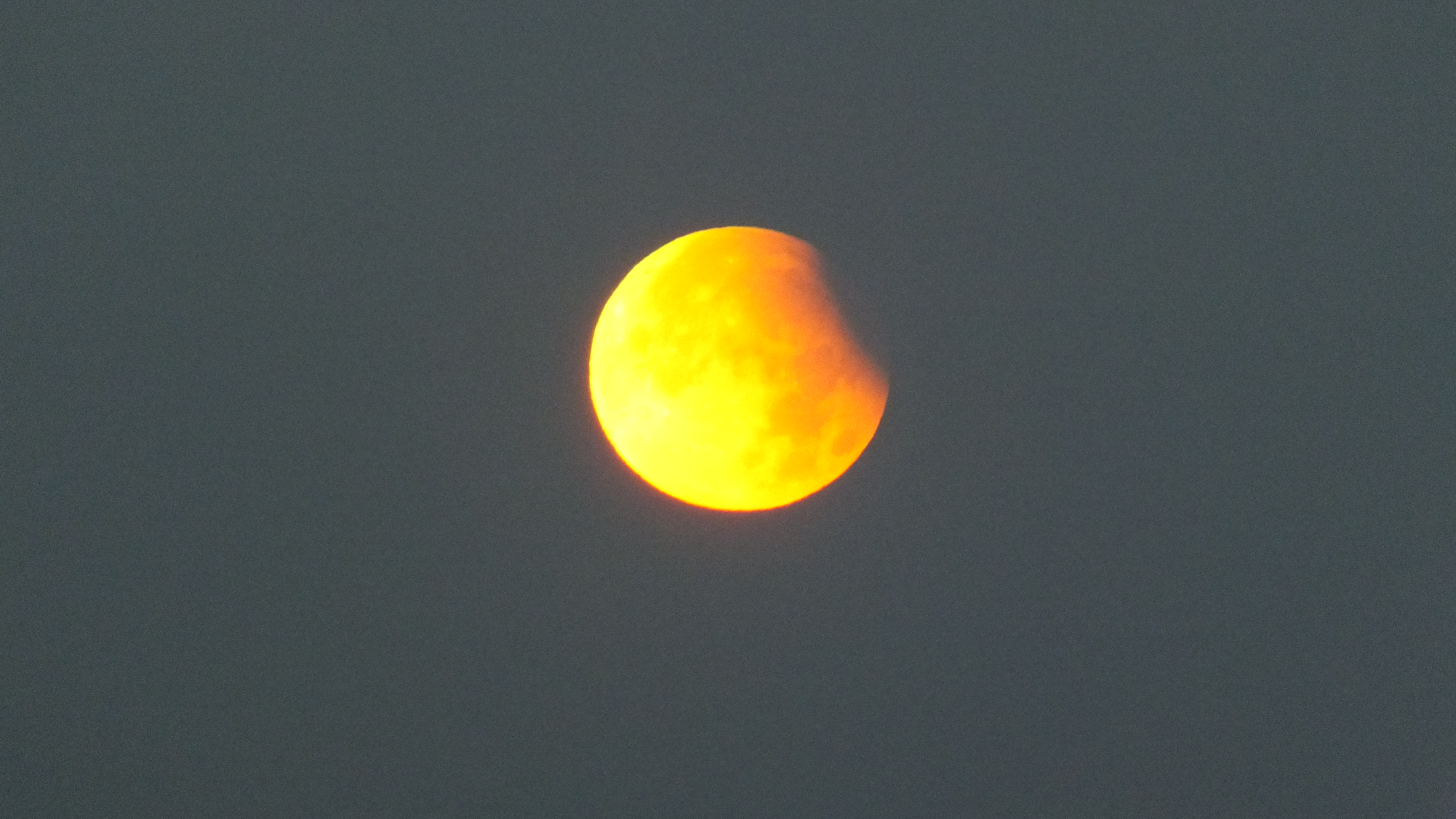
Moscú, Rusia, 2:45 UTC
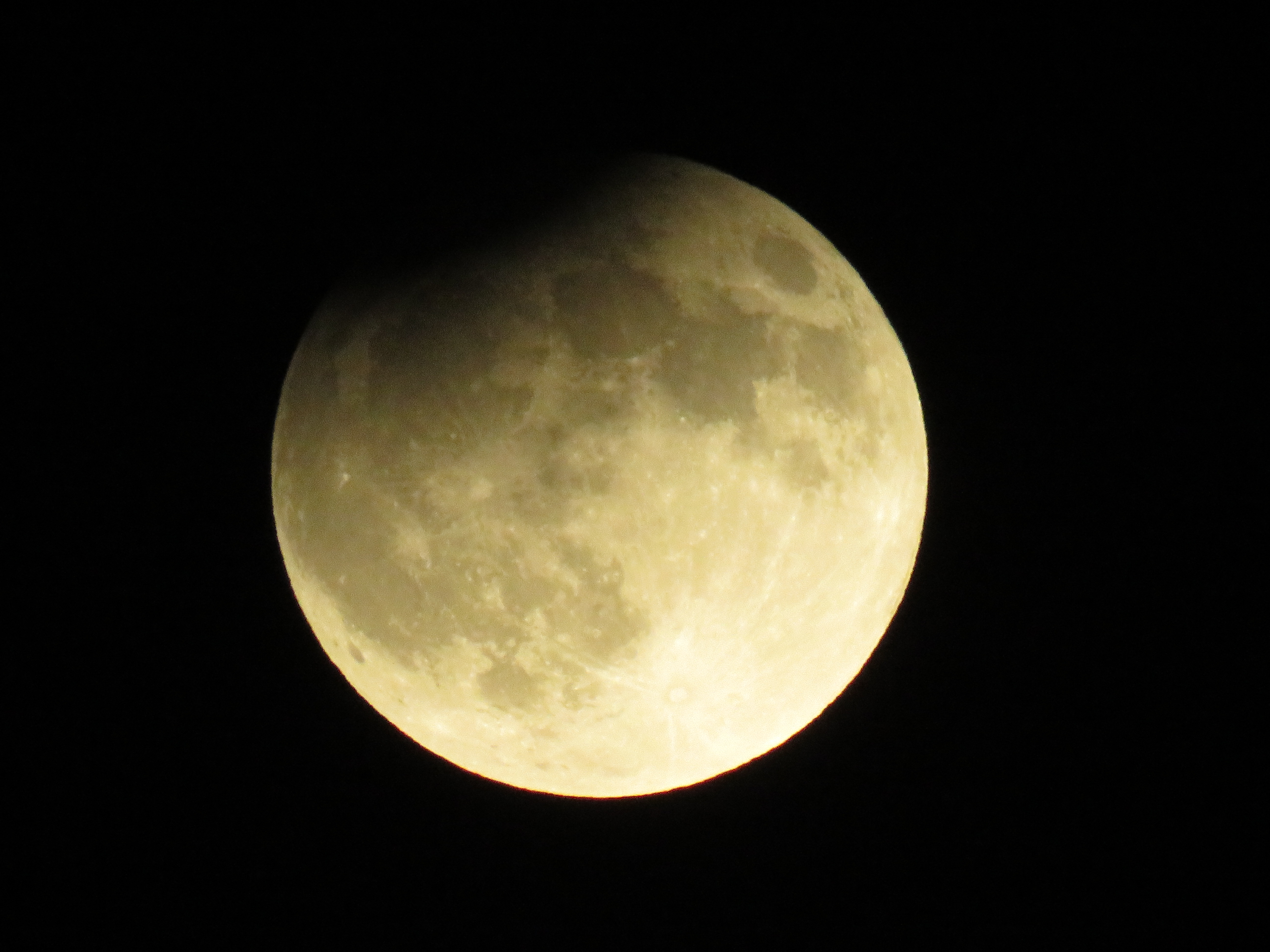
Santa Ana, California, EE.UU., 2:46 UTC
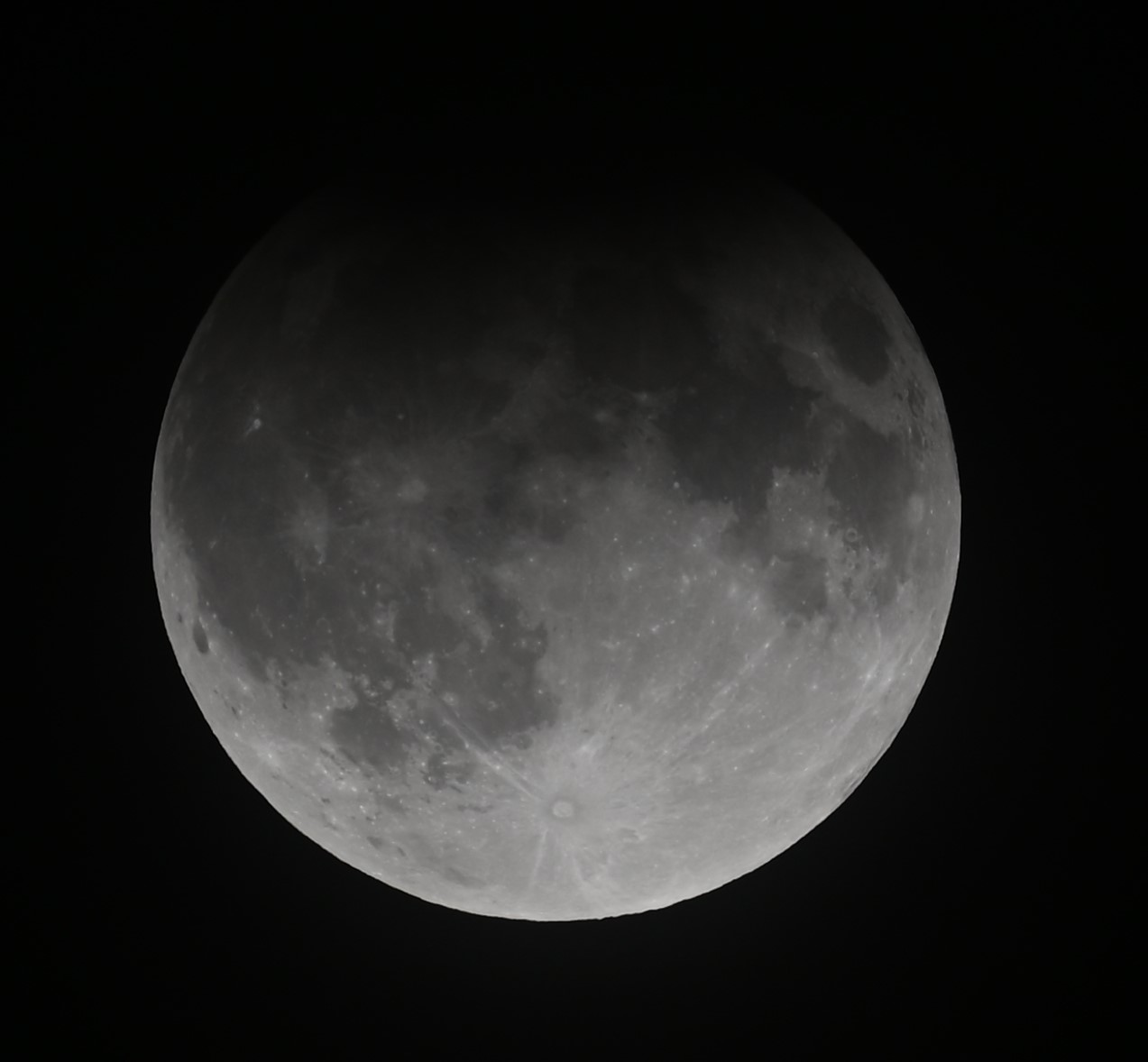
Norwalk, Ohio, EE.UU., 2:49 UTC
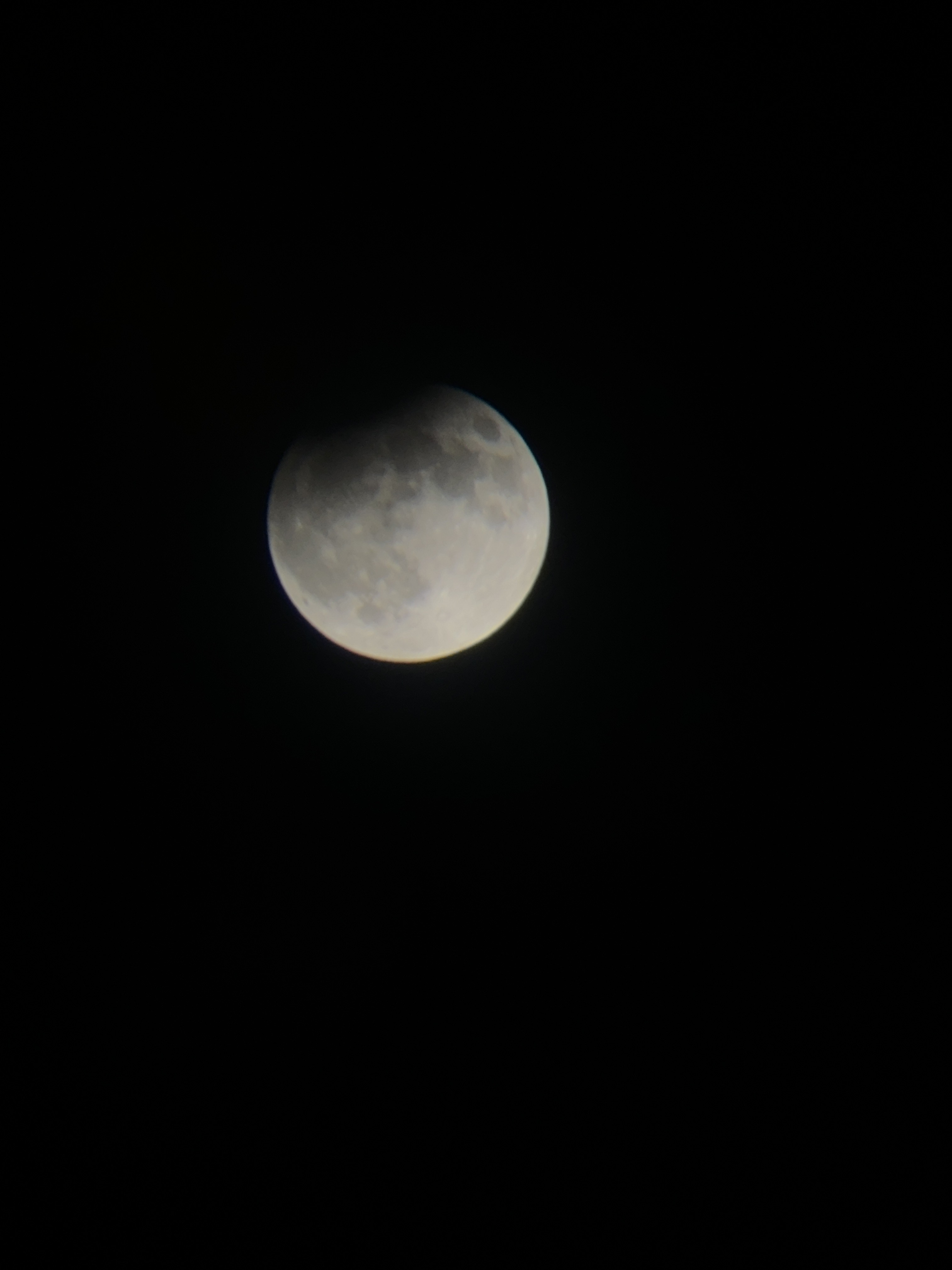
Mexicali, México, 2:49 UTC
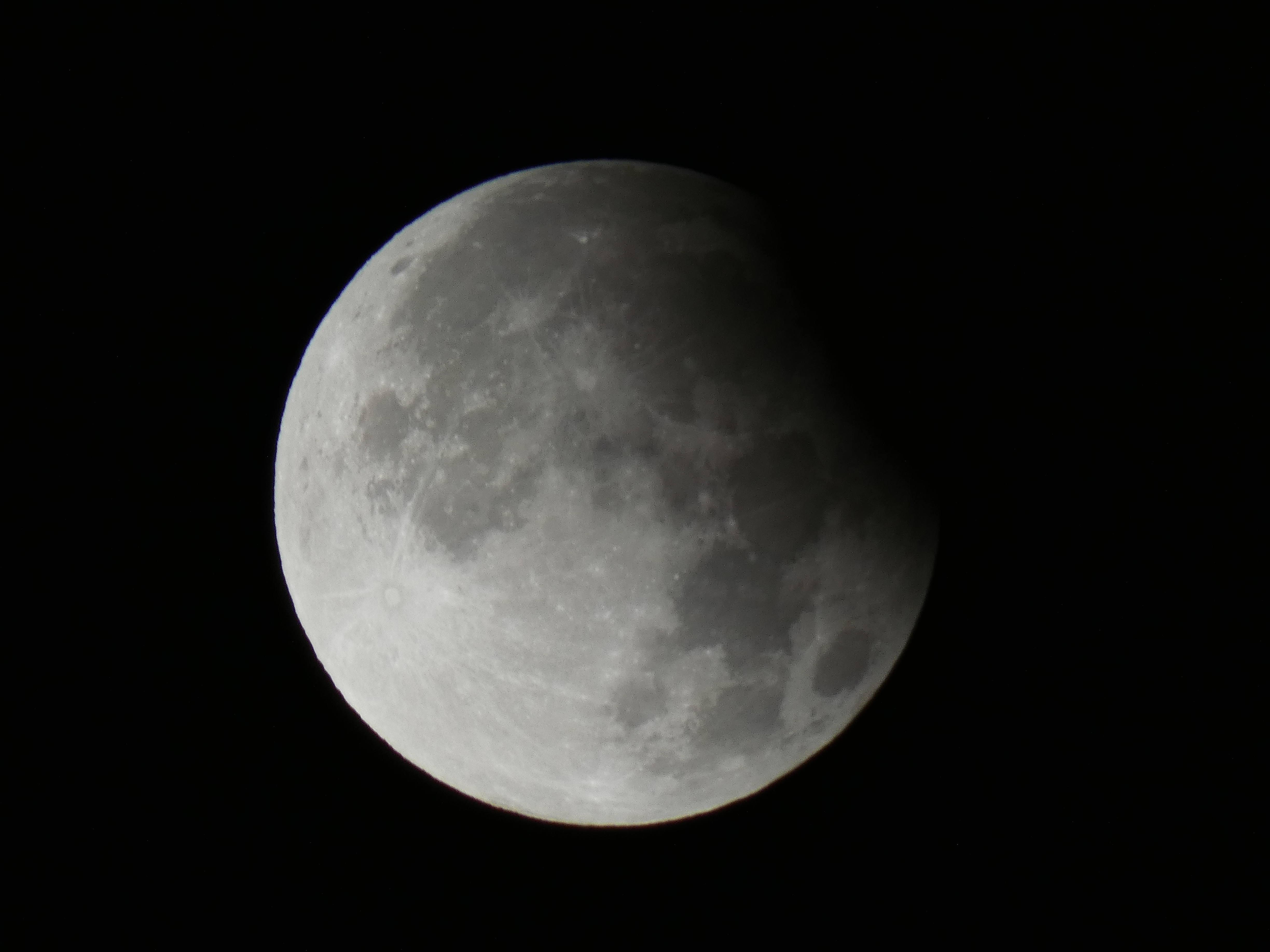
Logroño, España, 2:50 UTC
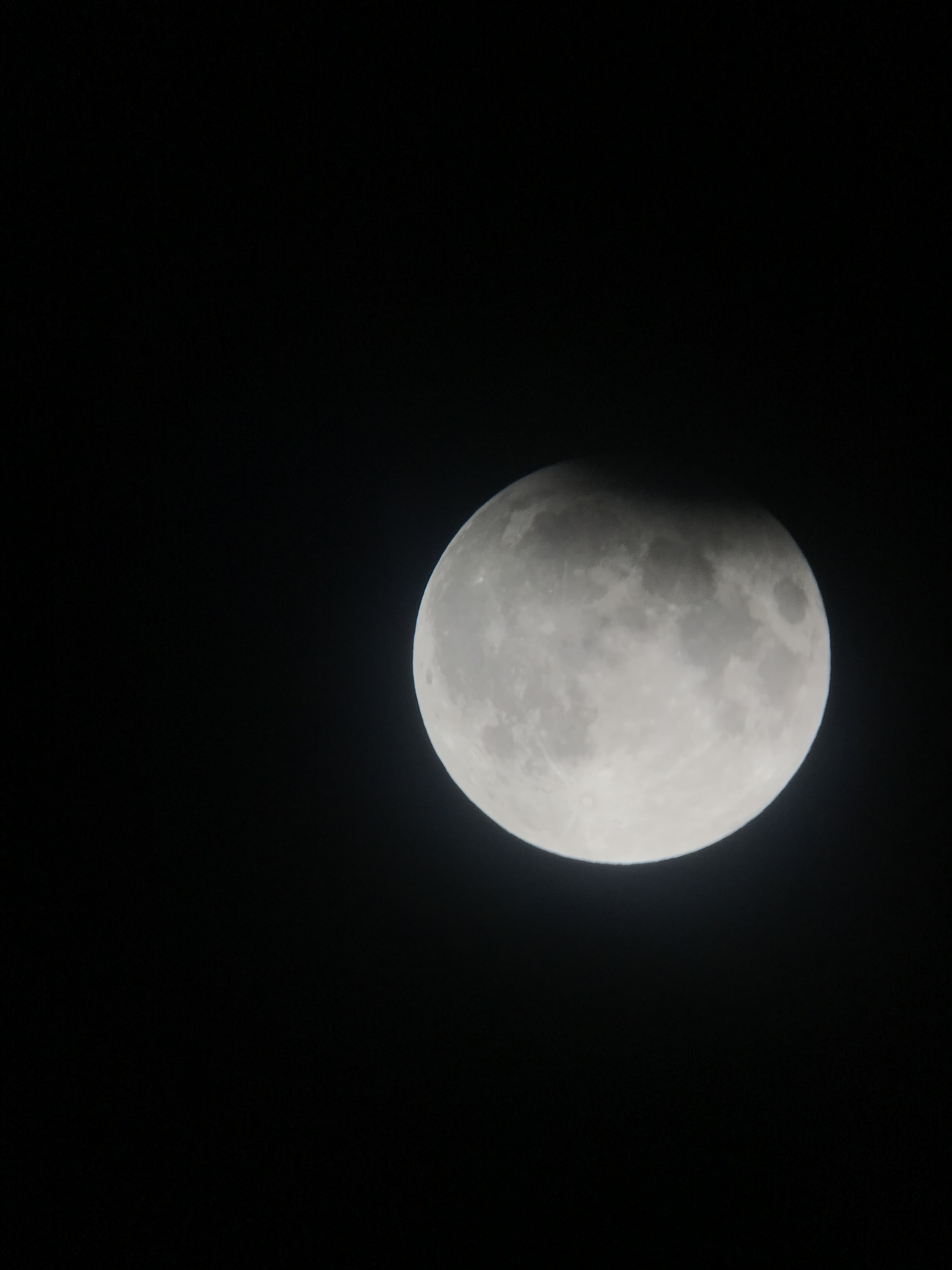
Halifax, Canadá, 2:58 UTC

## Eclipses relacionados

### Eclipses de 2024
- Un eclipse lunar penumbral el 25 de marzo.
- Un eclipse solar total el 8 de abril.
- Un eclipse lunar parcial el 18 de septiembre.
- Un eclipse solar anular el 2 de octubre.

### Serie de años lunares
| Conjuntos de series de eclipses lunares de 2024 a 2027 | Conjuntos de series de eclipses lunares de 2024 a 2027 | Conjuntos de series de eclipses lunares de 2024 a 2027 | Conjuntos de series de eclipses lunares de 2024 a 2027 | Conjuntos de series de eclipses lunares de 2024 a 2027 | Conjuntos de series de eclipses lunares de 2024 a 2027 | Conjuntos de series de eclipses lunares de 2024 a 2027 | Conjuntos de series de eclipses lunares de 2024 a 2027 | Conjuntos de series de eclipses lunares de 2024 a 2027 |
| ------------------------------------------------------ | ------------------------------------------------------ | ------------------------------------------------------ | ------------------------------------------------------ | ------------------------------------------------------ | ------------------------------------------------------ | ------------------------------------------------------ | ------------------------------------------------------ | ------------------------------------------------------ |
| Nodo descendente                                       | Nodo descendente                                       | Nodo descendente                                       | Nodo descendente                                       |                                                        | Nodo ascendente                                        | Nodo ascendente                                        | Nodo ascendente                                        | Nodo ascendente                                        |
| Saros                                                  | Fecha                                                  | Tipo                                                   | Gamma                                                  | Saros                                                  | Fecha                                                  | Tipo                                                   | Gamma                                                  |                                                        |
| 113                                                    | 25 de marzo de 2024                                    | Penumbral                                              | 1.06098                                                | 118                                                    | 18 de septiembre de 2024                               | Parcial                                                | −0.97920                                               |                                                        |
| 123                                                    | 14 de marzo de 2025                                    | Total                                                  | 0.34846                                                | 128                                                    | 7 de septiembre de 2025                                | Total                                                  | −0.27521                                               |                                                        |
| 133                                                    | 3 de marzo de 2026                                     | Total                                                  | −0.37651                                               | 138                                                    | 28 de agosto de 2026                                   | Parcial                                                | 0.49644                                                |                                                        |
| 143                                                    | 20 de febrero de 2027                                  | Penumbral                                              | −1.04803                                               | 148                                                    | 17 de agosto de 2027                                   | Penumbral                                              | 1.27974                                                |                                                        |
|                                                        |                                                        |                                                        |                                                        |                                                        |                                                        |                                                        |                                                        |                                                        |
| Último conjunto                                        | 5 de mayo de 2023                                      | 5 de mayo de 2023                                      | 5 de mayo de 2023                                      | Último conjunto                                        | 28 de octubre de 2023                                  | 28 de octubre de 2023                                  | 28 de octubre de 2023                                  |                                                        |
|                                                        |                                                        |                                                        |                                                        |                                                        |                                                        |                                                        |                                                        |                                                        |
| Siguiente conjunto                                     | 12 de enero de 2028                                    | 12 de enero de 2028                                    | 12 de enero de 2028                                    | Siguiente conjunto                                     | 18 de julio de 2027                                    | 18 de julio de 2027                                    | 18 de julio de 2027                                    |                                                        |

### Serie de saros
Es parte del ciclo 118 de Saros.

### Ciclo medio Saros
Un eclipse lunar será precedido y seguido por eclipses solares de 9 años y 5,5 días (medio saros). Este eclipse lunar está relacionado con dos eclipses solares parciales del saros solar 125.
| 13 de septiembre de 2015 | 23 de septiembre de 2033 |
| ------------------------ | ------------------------ |
|                          |                          |